# مجازات نوع‌دوستانه
مجازات نوع‌دوستانه یا مجازات شخص سوم (انگلیسی: Third-party punishment) تنبیه متخلف (طرف اول) است که نه توسط قربانی تخطی (شخص دوم)، بلکه توسط شخص ثالثی اجرا می‌شود که مستقیماً تحت تأثیر تخلف قرار نمی‌گیرد، انجام می‌شود. استدلال شده‌است که مجازات‌های شخص ثالث جوهره هنجارهای اجتماعی هستند، زیرا بر خلاف مجازات‌های شخص ثالث، یک استراتژی پایدار تکاملی هستند.